# Michał Gołaś
Michał Gołaś (* 29. April 1984 in Toruń) ist ein ehemaliger polnischer Radrennfahrer, der im Straßenradsport aktiv war.

## Sportlicher Werdegang
Im Jahr 2006 gewann Gołaś das Straßenrennen bei den Polnischen Meisterschaften in der U23-Klasse. Bei den Straßenweltmeisterschaften 2006 in Salzburg startete er im U23-Straßenrennen, wo er den 16. Platz belegte.
Seinen ersten Profivertrag erhielt Gołaś 2007 bei dem schwedisch-belgischen UCI ProTeam Unibet.com. 2012 wurde er Mitglied im UCI WorldTeam Omega Pharma-Quick Step, bei dem er vier Jahre blieb. Im ersten Jahr wurde er polnischer Meister im Straßenrennen in der Elite. Sein einziger internationaler Sieg in der Elite gelang ihm 2015 bei den Kampioenschap van Vlaanderen.
Zur Saison 2016 wechselte Gołaś zum damaligen Team Sky, wo er überwiegend für Helferaufgaben eingesetzt wurde. Bei der Vuelta a España 2016 gewann er mit dem Team das Mannschaftszeitfahren und war einer der Helfer von Chris Froome bei dessen zweiten Gesamtrang.
Im Verlauf seiner Karriere nahm Gołaś neunmal an einer Grand Tour teil, davon erreichte er sechsmal das Ziel. Seine beste Tagesplatzierung war (neben dem Sieg im Mannschaftszeitfahren) ein dritter Etappenrang auf der sechsten Etappe des Giro d’Italia 2012. Bei den Olympischen Sommerspielen 2012 in London starte er im Straßenrennen, erreichte das Ziel aber nicht. 2016 in Rio de Janeiro belegte er im Straßenrennen den 56. Platz.
Nach der Saison 2021 beendete Gołaś im Alter von 37 Jahren seine aktive Karriere im Radsport. 2023 wurde er Mitglied der sportlichen Leitung des UCI WorldTeams Bahrain Victorious.

## Ehrung
2014 wurde Gołaś mit dem Verdienstkreuz der Republik Polen in Bronze ausgezeichnet.

## Erfolge
2006
- Polnischer Meister – Straßenrennen (U23)

2010
- Punktewertung Tour of Britain

2011
- Bergwertung Polen-Rundfahrt

2012
- Polnischer Meister – Straßenrennen

2014
- Bergwertung Tour of Beijing

2015
- Kampioenschap van Vlaanderen

2016
- Mannschaftszeitfahren Vuelta a España

2020
- Bergwertung Tour de Wallonie

## Grand-Tour-Platzierungen
| Grand Tour            | 2011 | 2012 | 2013 | 2014 | 2015 | 2016 | 2017 | 2018 | 2019 | 2020 |
| --------------------- | ---- | ---- | ---- | ---- | ---- | ---- | ---- | ---- | ---- | ---- |
| Giro d’ItaliaGiro     | DNF  | 93   | 62   | –    | –    | –    | –    | –    | –    | –    |
| Tour de FranceTour    | –    | –    | –    | 55   | 95   | 95   | –    | –    | –    | –    |
| Vuelta a EspañaVuelta | DNF  | –    | –    | –    | –    | 118  | –    | –    | –    | DNF  |